# Bonellia sabulosa
Bonellia sabulosa är en djurart som tillhör fylumet skedmaskar, och som beskrevs av Dartnall, A.J. 1976. Bonellia sabulosa ingår i släktet Bonellia och familjen Bonelliidae. Inga underarter finns listade i Catalogue of Life.